# دریاچه سراسرآمیخته

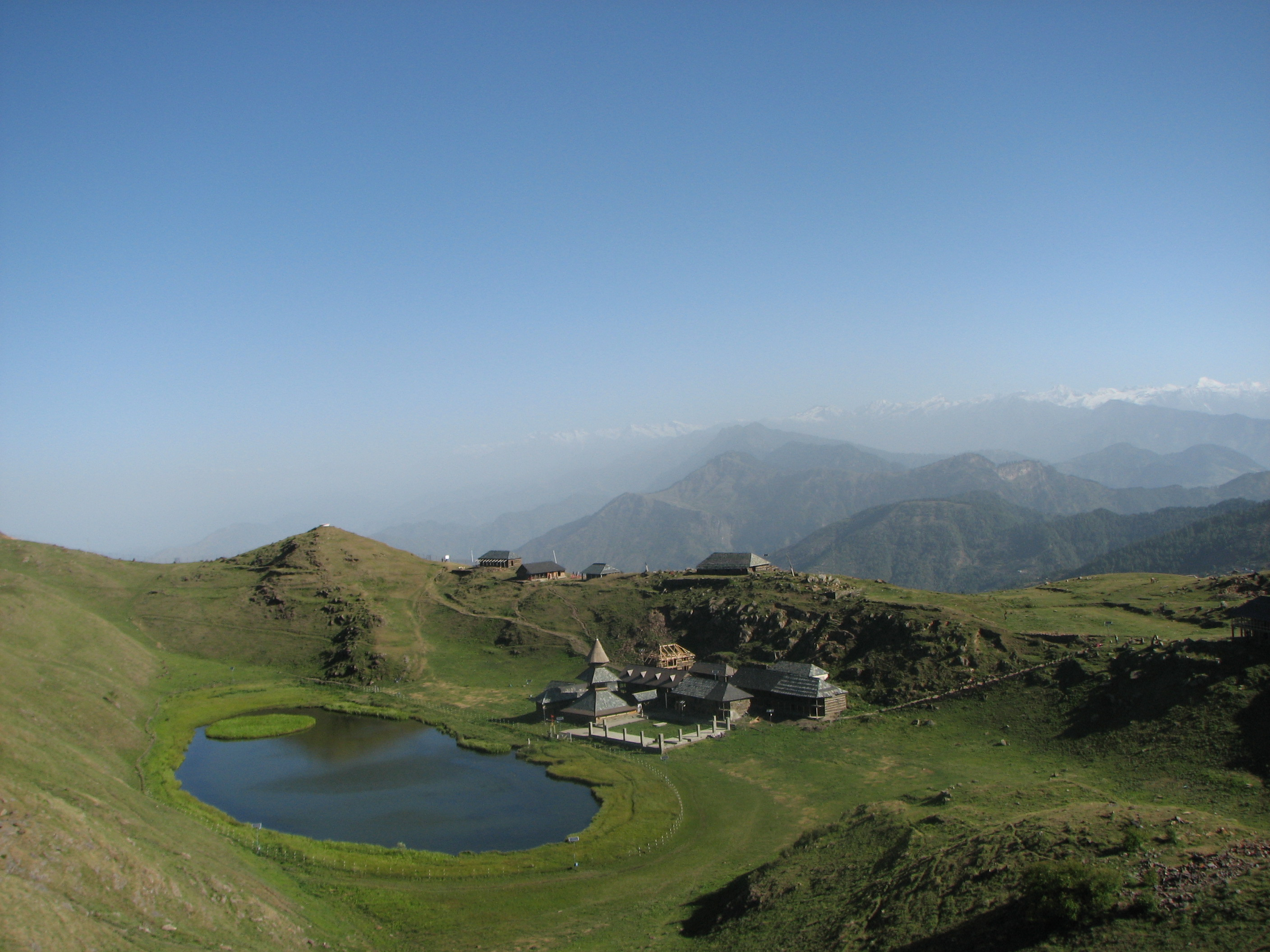
دریاچه پرشار از نوع سراسرآمیخته

دریاچه‌های سراسرآمیخته، دریاچه‌های سراسرچرخشی یا دریاچه هولومیکتیک (به انگلیسی: Holomictic lake)، دریاچه‌هایی هستند که دما و تراکم یکنواختی از سطح به پایین در یک زمان مشخص در طول سال دارند که اجازه می‌دهد آب‌های دریاچه در نبود لایه‌بندی حرارتی با هم درهم آمیخته شوند.

## جزئیات
دریاچه‌های سراسرآمیخته، برخلاف دریاچه‌های مرومیکتیک، حداقل گاهی مخلوط می‌شوند. بیشتر دریاچه‌های روی زمین سراسرآمیخته هستند. دریاچه‌های مرومیکتیک نادر هستند، اگرچه ممکن است کمتر از آنچه که معمولاً تصور می‌شود کمیاب باشند. دریاچه‌های بی‌آمیخته (یا آمیکتیک) توسط یخ بسته شده و هرگز با هم مخلوط نمی‌شوند.
پنج نوع دریاچه سراسرآمیخته وجود دارد:
- چندآمیخته (چندین بار آمیختگی در سال)
- سرد تک‌آمیخته (یک بار آمیختگی در سال، نشان دادن لایه‌بندی منفی)
- گرم تک‌آمیخته (یک بار آمیختگی در سال، نشان دادن لایه‌بندی مثبت)
- دوآمیخته (دو بار آمیختگی در سال)
- کم‌آمیخته (آمیختگی کمتر از یک بار در سال)